# Ali Müfit Gürtuna
Ali Müfit Gürtuna (* 1. Juni 1952 in Ermenek) ist ein türkischer Rechtsanwalt und Politiker. Er war vom 11. November 1998 bis zum 1. April 2004 Oberbürgermeister von Istanbul.

## Leben
Gürtuna besuchte das Lise im Istanbuler Stadtbezirk Pendik und nach der Erlangung der Hochschulreife  ein Jahr lang englische Sprachkurse an der Technischen Universität des Nahen Ostens. Anschließend studierte er Rechtswissenschaften an der Universität Ankara. Ab 1976 arbeitete er beim staatlichen Fernsehsender TRT, ein Jahr später wurde er Korrespondent des Senders im türkischen Parlament.
Gürtuna startete seine politische Karriere bei der Anavatan Partisi und wurde Bezirksvorsitzender der Partei im Istanbuler Stadtbezirk Kartal. Von 1984 bis 1989 war er Mitglied des Istanbuler Stadtrates und stellvertretender Bürgermeister. Im Jahr 1994 wechselte er zur Refah Partisi von Necmettin Erbakan. Nach dem Verbot der Refah Partisi wechselte Gürtuna zur Fazilet Partisi. 
Nachdem der damalige Oberbürgermeister und heutige türkische Staatspräsident Recep Tayyip Erdoğan wegen Aufstachelung der Bevölkerung zu Hass und Feindschaft zu einer Gefängnisstrafe verurteilt worden war und sein Amt abgeben musste, wurde Gürtuna am 11. November 1998 vom Stadtrat zum Oberbürgermeister von Istanbul berufen. Nach dem Verbot der FP blieb Gürtuna unabhängig, wurde aber nach Einführung von Bürgermeisterdirektwahlen am 18. April 1999 trotzdem bestätigt. Im Jahr 2004 wurde er abgewählt. Sein Nachfolger wurde Kadir Topbaş (AKP). Nach dem Ende seiner Amtszeit zog er sich aus der Politik zurück, meldete sich aber 2006 mit der Gründung der Turkuaz Hareketi (Türkisbewegung) zurück, die als Sammlungsbewegung antreten wollte. Die Partei scheiterte aber nach wenigen Monaten noch vor der türkischen Parlamentswahl 2007. Inzwischen arbeitet Gürtuna als Rechtsanwalt.
Ali Müfit Gürtuna ist seit 1982 mit Reyhan Gürtuna (* 1961) verheiratet. Das Paar hat eine Tochter und zwei Söhne.

## Veröffentlichungen
- Yeni Siyaset. Değişimin doğru rotası. Turkuaz Hareket Kültür Yayınları, Istanbul 2010